# Ібенешть (комуна, Васлуй)
Ібенешть, Ібенешті (рум. Ibănești) — комуна у повіті Васлуй в Румунії. До складу комуни входять такі села (дані про населення за 2002 рік):
- Ібенешть (683 особи) — адміністративний центр комуни
- Минзаць (706 осіб)
- Пуцу-Оларулуй (140 осіб)

Комуна розташована на відстані 248 км на північний схід від Бухареста, 28 км на південь від Васлуя, 84 км на південь від Ясс, 112 км на північ від Галаца.

## Населення
У 2009 року у комуні проживали 1577 осіб.

## Відомі особистості
у комуні народився:
- Константін Кіріце (1925—1991) — румунський письменник.

## Зовнішні посилання
- Дані про комуну Ібенешть на сайті Ghidul Primăriilor [Архівовано 5 травня 2009 у Wayback Machine.]